# Gash (Valbona)
Der Gash (albanisch auch Gashi) ist ein linker Nebenfluss der Valbona im Norden Albaniens. Er entwässert einen Teil der Malësia e Gashit, ein abgelegenes Berggebiet im äußersten Nordosten Albaniens in den Albanischen Alpen, das zu Tropoja gehört.
Der rund 27 Kilometer lange Fluss entspringt in einer großen Senke mit zahlreichen kleinen Bergseen nordwestlich des Passes Qafa e Dobërdolit (2238 m ü. A.). Zu den entwässerten Seen gehört der Dash-See auf 2175 m ü. A. Das Becken von Dobërdol, das auf rund 1800 Meter Höhe beginnt, ist von zahlreichen hohen Gipfeln umgeben, darunter der Trekufir (2354 m ü. A.) im Norden, die Maja Bogiçaj (2405 m ü. A.) im Nordosten, einem 2397 m ü. A. hohen Berg im Süden und der Maja e Shpatit (2199,5 m ü. A.) im Nordwesten. Die verschiedenen Bachläufe, die zuerst nach Norden und Nordwesten fließen, vereinigen sich bei der Alm Dobërdol im Nordwesten und verlassen das Becken nach Westen. Schon wenige Kilometer weiter ändert der Fluss seinen Verlauf nach Süden und hält die Richtung in der Folge ein. Er passiert den Bergstock des Shkëlzen (2405 m ü. A.) an dessen Westseite. Am Mittellauf befindet sich auch das einzige kleine Dorf, der Weiler Bradoshnica. Weiter gegen Süden passiert der Fluss eine enge Schlucht und tritt aus einem engen Tal ins Becken von Tropoja, wo der Gash unterhalb des Dorfes Shoshan in die Valbona mündet.
Fast das ganze Einzugsgebiet des Flusses war von 1996 bis 2022 als Naturreservat Lugina e Gashit (Tal des Gash) (IUCN-Kategorie I) geschützt. Seit 2022 ist es Teil des Nationalparks Alpen Albaniens (IUCN-Kategorie II) und bildet dessen Kernzone A. Die Landschaft umfasst unberührte oder kaum genutzte Berglandschaften über verschiedene Vegetationsstufen mit großen Wäldern (Buche, Rumelische Kiefer, Schlangenhaut-Kiefer, Fichte und Weiß-Tanne), Alpwiesen und Gletscherseen. Im rund 30 Quadratkilometer großen Gebiet leben Braunbären, Wölfe, Gämsen, Rehe, Wildschweine, Auerhühner und Steinadler sowie Fischotter im Fluss.
2017 wurde zudem das UNESCO-Welterbe Alte Buchenwälder und Buchenurwälder der Karpaten und anderer Regionen Europas um das Gashital und ein weiteres Schutzgebiet in Albanien erweitert. Das Welterbegebiet umfasst 1261,52 Hektar sowie eine Pufferzone von 8977,48 Hektar und schützt den größten Buchenurwald des albanischen Prokletije, der auf Höhen zwischen 700 und bis zu 1900 Metern liegt.
Weiter ist die Region auch Bestandteil des Grünen Bands Europa.

## Bilder

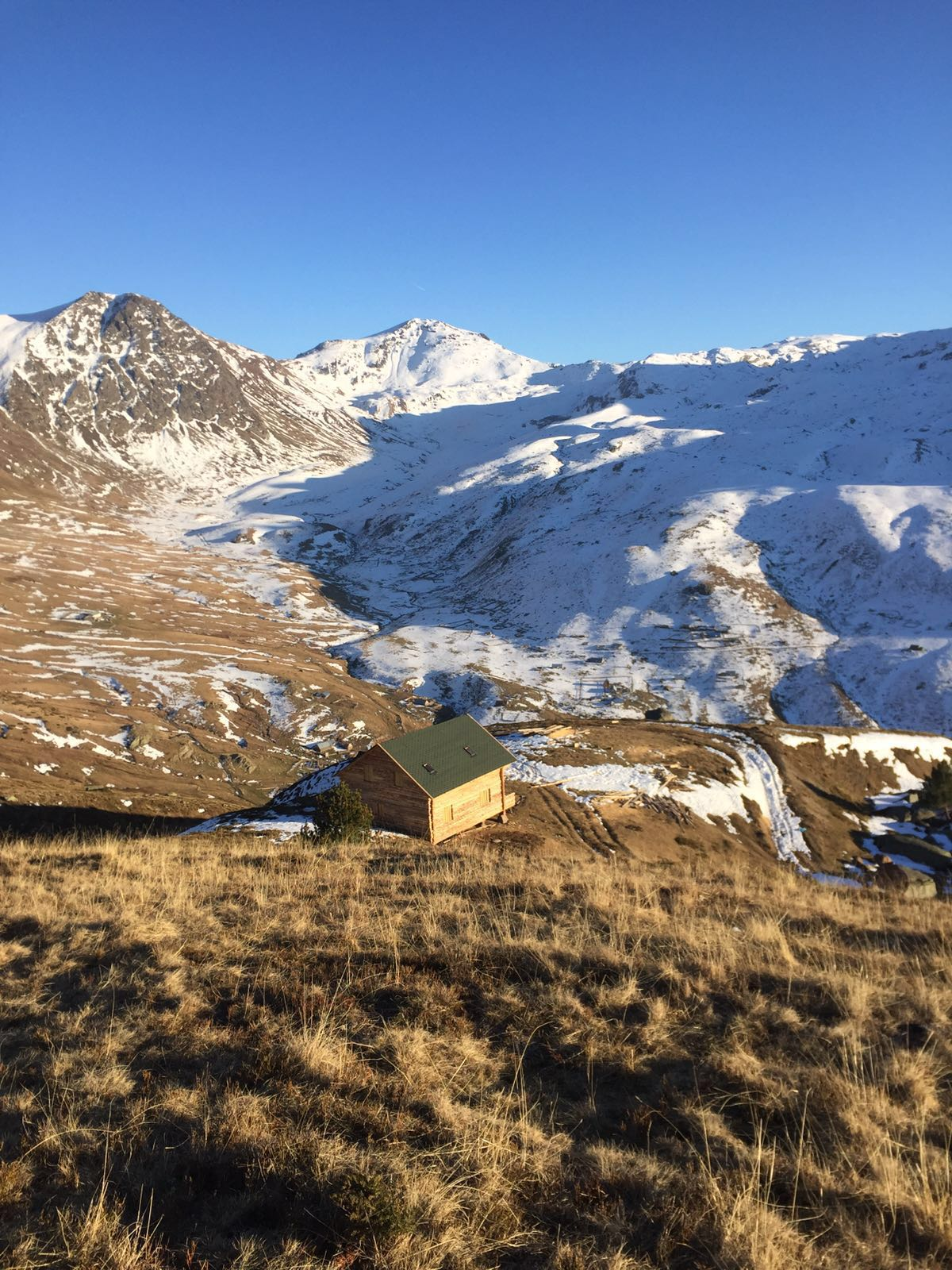
Quellgebiet des Gash auf der Alm von Dobërdol
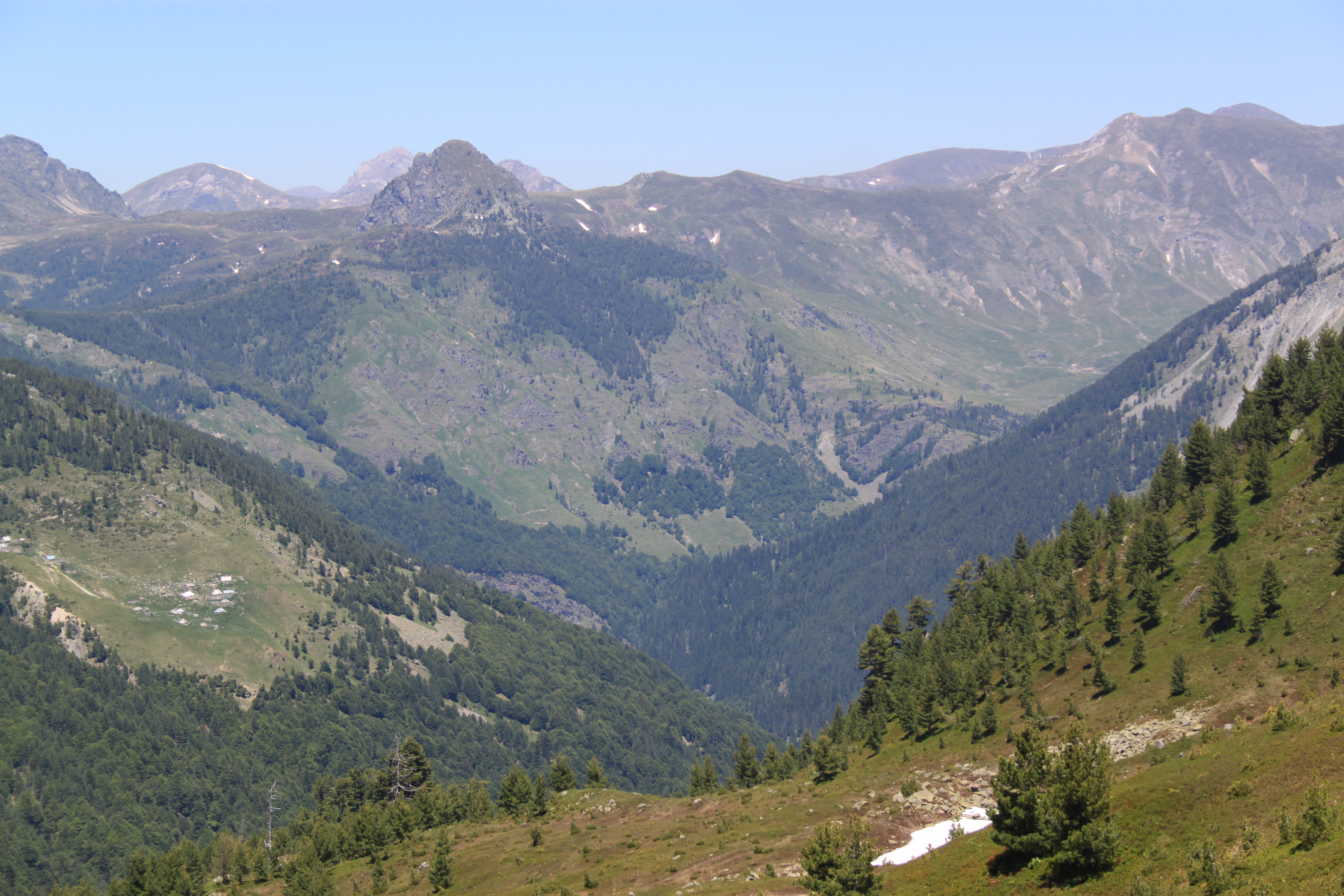
Blick von Westen nach Dobërdol
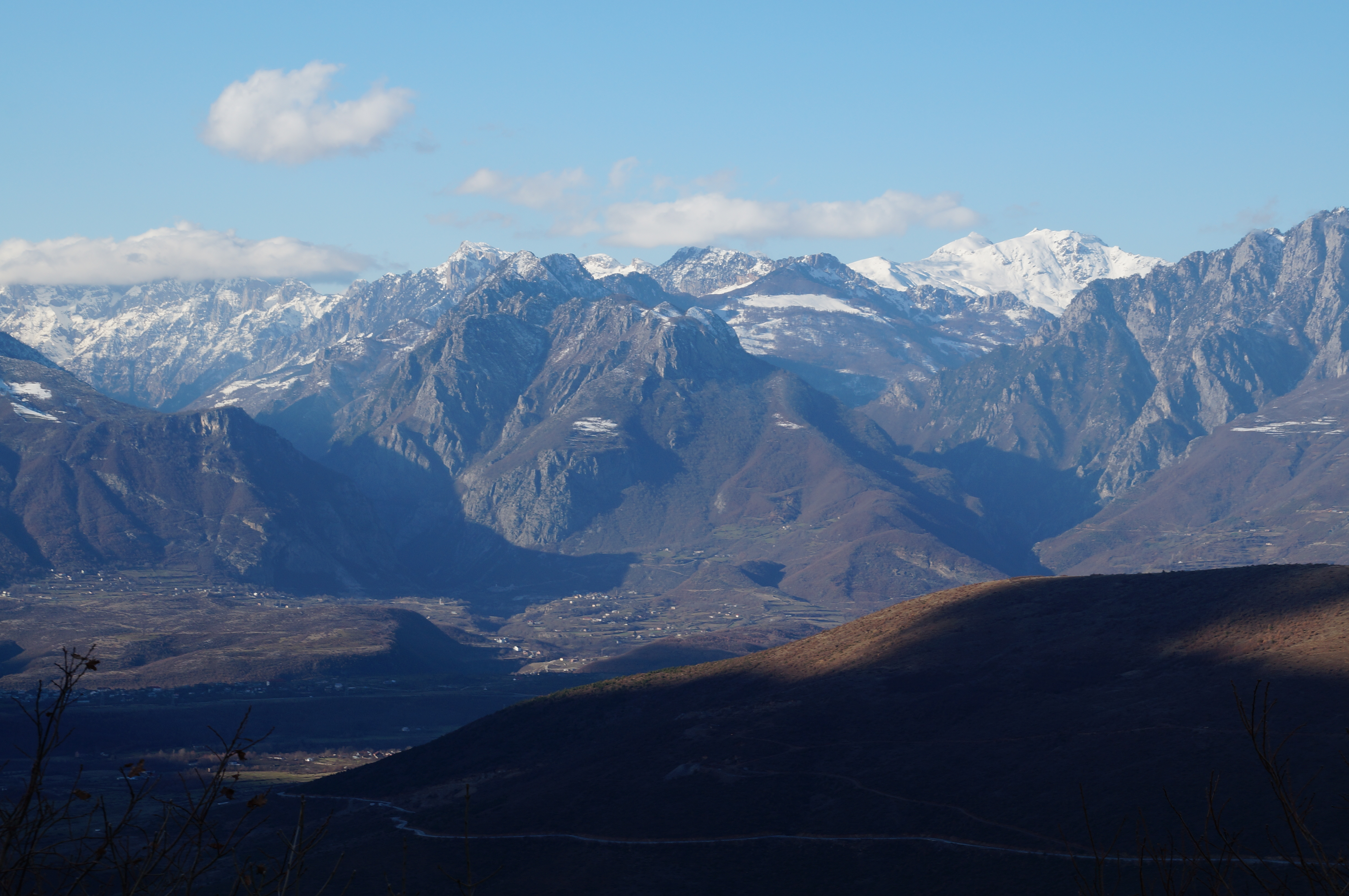
Eingang ins enge Gash-Tal östlich des Valbona-Tals
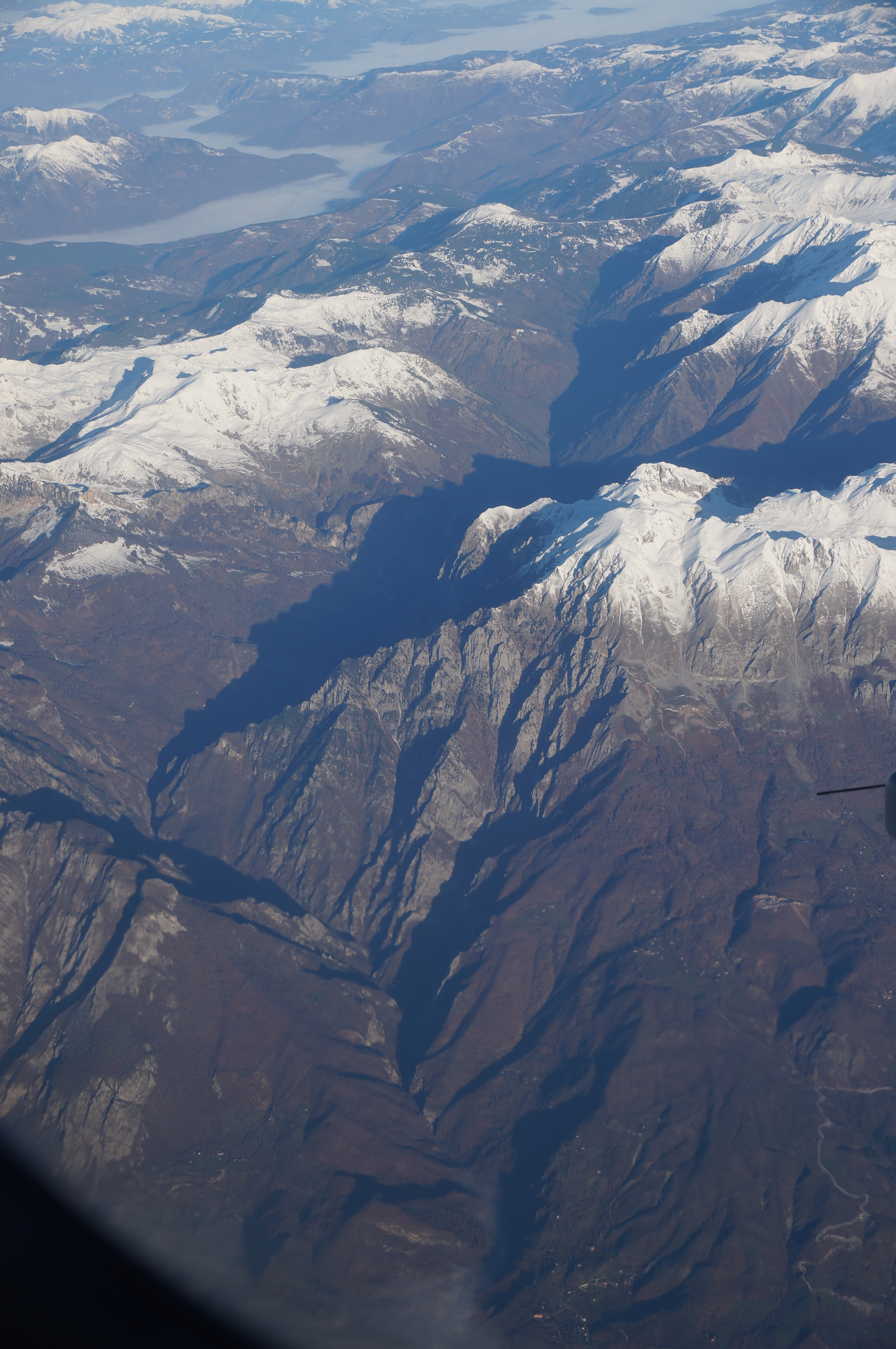
Luftaufnahme des Gash-Tals
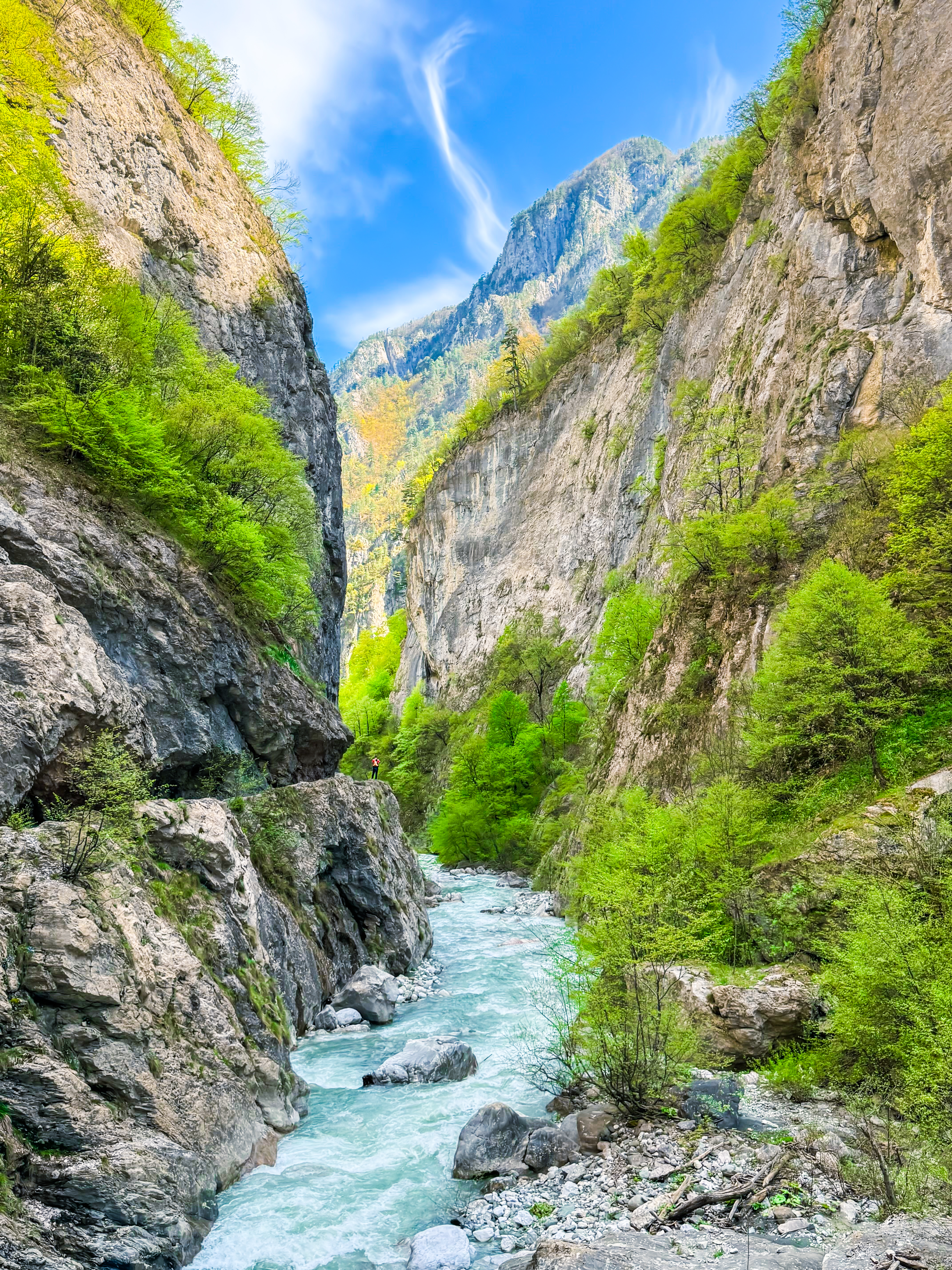
Enges Flusstal